# Кім Чон Мін (футболіст, 1947)
Кім Чон Мін (кор. 김정민, 19 квітня 1947) — північнокорейський футболіст, що грав на позиції захисника. Відомий за виступами в клубі «25 квітня», та збірній Корейської Народно-Демократичної Республіки. після закінчення виступів на футбольних полях — північнокорейський футбольний тренер, деякий час був головним тренером збірної КНДР.

## Кар'єра футболіста
Кім Чон Мін всю кар'єру гравця провів у складі клубу «25 квітня». У збірній КНДР дебютував у 1969 році, у складі команди брав участь у літніх Олімпійських іграх 1976 року. У 1978 році брав участь у футбольному турнірі Азійських ігор, на якому збірна КНДР вийшла до фіналу, де в основний і додатковий час зіграла внічию зі збірною Південної Кореї, внаслідок чого обом командам було вручено золоті медалі.
Після завершення виступів на футбольних полях Кім Чон Мін став футбольним тренером, у 1990 році нетривалий час очолював першу збірну КНДР.

## Титули і досягнення
- Чемпіон Азійських ігор: 1978